# Physcius argentinus
Physcius argentinus is een keversoort uit de familie Mycteridae. De wetenschappelijke naam van de soort is voor het eerst geldig gepubliceerd in 1930 door Pic.